# رامون إميتيريو بيتانسس
رامون إميتيريو بيتانسس واي ألاسان (8 أبريل 1827 - 16 سبتمبر 1898) محامي دعا إلى استقلال بورتوريكو وطبيب. كان المحرض الأساسي لثورة غريتو دي لارس ويُعتبر أبا حركة استقلال بورتوريكو.
بيتانسس أيضًا طبيب وجراح في بورتوريكو، وأحد أخصائيي الصحة الاجتماعية الأوائل. أسس عيادة ناجحة لطب وجراحة العيون. بيتانسس أيضًا مُناصر لحركة التحرير من العبودية ودبلوماسي ومدير الصحة العامة وشاعر وروائي. عمل كممثل ومندوب لكوبا وجمهورية الدومينيكان في باريس بفرنسا.
كان أحد أتباع الماسونية، تأثر نشاطه السياسي والاجتماعي بعمق بالمعتقدات الفلسفية للجماعة.

## السنوات المبكرة

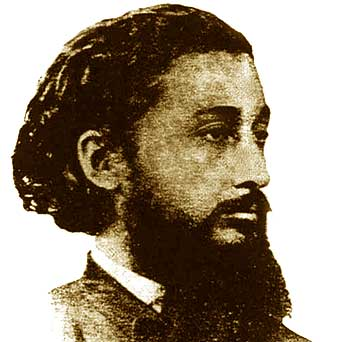
د. رامون بيتانسس (تخرج بلقب دكتور في الطب والجراحة)

### الأصل
بيتانسس هو الرابع من بين ستة أطفال. أكبرهم مات بعد فترة وجيزة من الولادة؛ بيتانسس هو الذكر الوحيد بين الأشقاء الباقيين. وُصفت الأسرة بأنها من عرق مختلط في سجلات اليوم. تُوفيت والدته في عام 1837، عندما كان في التاسعة من عمره، وتزوج والده للمرة الثانية في عام 1839؛ الأطفال الخمسة الذين أنجبهم من ماريا ديل كارمن توريس باغان من بينهم الأخ غير الشقيق لرامون، فيليبي أدولفو، الذي لم يشارك في السياسة (وفقًا لرامون) ولكن اُعتقل بعد ثورة غريتو دي لارس بعدة بسنوات.
اشترى والده في نهاية المطاف هاسيندا كارمن التي أصبحت فيما بعد مدينة هورميغيروس المجاورة، وأصبح مالكًا ثريًا للأرض. امتلك 200 فدان (0.8 كيلو متر مربع) من الأرض ومصنع سكر صغير وبعض العبيد، الذين تقاسموا واجباتهم مع العمال الأحرار. هناك تكهنات بأنه حرر عبيده، بعد أن أقنعه نجله رامون بذلك.

### السنوات الأولى في فرنسا

#### التعليم الابتدائي
تلقى بيتانسس الصغير تعليمه الابتدائي من معلمين خصوصيين تعاقد معهم والده، وهو ماسوني يمتلك أكبر مكتبة خاصة في المدينة. شكّل موقف والديه تجاه الدين والسلطة المدنية معتقداته الشخصية في كلا الموضوعين. أرسله والده في نهاية المطاف إلى فرنسا، للدراسة في «الكلية الملكية» التي كانت تسمى آنذاك بذلك (سُميت لاحقًا بمدرسة بيري دي فيرمات الثانوية) في تولوز عندما كان عمره عشر سنوات. عُينت عائلة فرنسية بورتوريكية، جاك موريس بريفوست وماريا كافاليري باي (الذي كان أيضًا من مواطني كابو روجو) كمعلمين خصوصيين له. افتتح بريفوست صيدلية في ماياغويز ببورتوريكو، لكنه أُجبر على العودة إلى فرنسا (خاصةً إلى مدينته الأصلية، غريسولز) لعدم الانتهاء من دراسة الصيدلة. هناك أيضًا تكهنات بأن بريفوست ماسوني، وكذلك والد بيتانسس.
رافق بيتانسس الزوجين في عودة بريفوست إلى بلاده، وسيكون تحت وصايتهما غير المباشرة أثناء الانتقال بين الصفوف الدراسية في المدرسة. أبدى اهتمامًا بالعلوم الطبيعية والدقيقة في وقت مبكر، وأصبح مبارزًا جيدًا بالسلاح أيضًا.

#### التبييض القانوني للعائلة
أثناء وجود رامون في فرنسا، سعى والده إلى تغيير وثيقة تسجيل الأسرة من «العرق المختلط» إلى التصنيف «الأبيض» (القوقازي) للعائلات في كابو روجو. هذه العملية، عند نجاحها، خولت مُقدم الطالب مزيدًا من الحقوق القانونية وحقوق الملكية له ولعائلته، وكانت ضرورية للسماح لابنته، أنا ماريا، بالزواج من خوسيه تيو، الذي كان قوقازيًا. في حالة والد بيتانسس، استمرت العملية عامين، وأُضفي الطابع الرسمي عليها في عام 1840، ولكن ليس قبل الاضطرار إلى كشف نسب العائلة والانتماءات الدينية إلى الجمهور العام، وهو أمر أحرجهم جميعًا. انزعج بيتانسس كثيرًا من المحنة بأكملها، لأنه كان أول من اعترف بأنه وعائلته بالكامل لم يكونوا («ضاربين إلى البياض»، مصطلح قانوني) ولكن («ضاربين إلى السواد»، كما سخر بيتانسس في رسائله) بدلًا من ذلك. بالنسبة له تفوح من هذا الإجراء رائحة النفاق.

#### دراسات الطب
في عام 1846، حصل بيتانسس على الباكالوغيا (شهادة الثانوية العامة). بعد إجازة مطولة في بورتوريكو، ذهب لدراسة الطب في كلية الطب في جامعة باريس منذ عام 1848 وحتى عام 1855، مع فصل إضافي قصير في كلية الطب في جامعة مونبلييه لدورات محددة في صيف عام 1852.
في وقت وصوله إلى باريس، شهد بيتانسس نتائج ثورة 1848 ورد فعلها العنيف، انتفاضة أيام يونيو، في وقت سابق من ذلك العام. تشكلت آرائه السياسية المستقبلية بشكل مباشر من خلال ما رآه واختبره في ذلك الوقت. هو نفسه «جندي قديم في الجمهورية الفرنسية». مستوحيًا من إعلان الجمهورية الفرنسية الثانية، رفض تطلعات بورتوريكو للاستقلال الذاتي (سعى من إسبانيا من قبل السياسيين البورتوريكيين منذ عام 1810) لصالح استقلال بورتوريكو.
في عام 1856، تخرج بلقب دكتور في الطب والجراحة. كان ثاني أبناء بورتوريكو الذين تخرجوا من الجامعة (بعد بيدرو غيرونيمو غويكو، وهو زعيم سياسي لاحق من مياغويز سيتفاعل في نهاية المطاف مع بيتانسس عندما يعود كلاهما إلى بورتوريكو). كان من بين معلمي بيتانسس: تشارلز أدولف وورتز وجان كروفيلهير وجان بابتيست بوالود وأرماند تروسو وألفرد أرمان لوي ماري فلبو وأوغست نيلاتون.

#### وفاة الأب والمشاكل الاقتصادية للأسرة
أثناء دراسة بيتانسس للطب في فرنسا، توفي والده (في أغسطس عام 1854) وستضطر أخته أنا ماريا لتولي إدارة هاسيندا كارمن. بحلول عام 1857، أُجبر الورثة على إعطاء ناتج الاستثمار لشركة قابضة برئاسة غييرمو شرودر.